# Ho Yin
Ho Yin OC • GCIH • ComB (1908 - 1983) foi um empresário, político e importante líder da comunidade chinesa de Macau.

## Biografia
Ho Yin nasceu em Panyu, na Região do Delta do Rio das Pérolas, cerca de cem quilómetros a norte de Macau, em 1908, quando a China ainda estava governada pela família imperial da Dinastia Qing. Ele era um homem de negócios e um líder carismático, patriótico e respeitado da comunidade chinesa de Macau. Era também um importante intermediário diplomático entre a República Popular da China (RPC) e o Estado Novo Português anticomunista (1933-1974). Foi um membro do Congresso Nacional Popular da República Popular da China. Morreu em 1983 na Cidade de Macau.
Ho Yin tinha cinco esposas, seis filhos e sete filhas. Edmund Ho Hau-wah, primeiro Chefe do Executivo de Macau, é o seu quinto filho.

## Na China e em Hong-Kong
O seu pai, Ho Cheng-kai, é um pequeno comerciante, possuindo uma pequena loja em Panyu. Quando Ho Yin tinha apenas 13 anos, tornou-se um aprendiz numa loja em Cantão, aprendendo a administrá-la. Aos 16 anos, deslocou-se para Shunde, um centro tradicional na Região do Delta do Rio das Pérolas, onde tornou-se um administrador de uma loja. Em 1930, ele decidiu investir na área das transacções monetárias, abrindo uma loja em Cantão onde se efectuam estas transacções, consideradas, naquela época, como uma actividade muito lucrativa. 
Mas, em 1938, com a invasão dos japoneses a Cantão, ele foi forçado a deslocar-se para Hong-Kong, onde ele continuou com o seu negócio lucrativo nesta colónia britânica.

## Em Macau
Porém, em 1941, os japoneses finalmente invadiram Hong-Kong e, consequentemente, Ho Yin refugiou-se em Macau. Pouco tempo após a sua chegada a Macau, o Governo Português de Macau e muitos banqueiros desta Cidade rapidamente reconheceram a sua enorme capacidade e talento na área de negócios e também nos assuntos comunitários. Em Macau, juntamente com outros empresários chineses, ele fundou em 1942 o cambista Tai Fong, que inicialmente efectuava somente transacções monetárias. Mais tarde, em 1972, este cambista tornou-se no actual Banco Tai Fung.
Foi durante a Segunda Guerra Mundial que Ho Yin tornou-se rico e famoso devido ao seu negócio na área das transacções monetárias e no lucrativo comércio de ouro, nomeadamente na sua grande contribuição na estabilização do valor da pataca e nos seus conselhos financeiros ao Governo de Macau e ao Banco Nacional Ultramarino, instituição responsável pela emissão da pataca, a moeda local. Naquela altura, o comércio de ouro em Macau, mais concretamente da sua importação, estava controlado por um grupo restrito de empresários de Macau ou de Hong Kong, entre os quais se destacavam Ho Sin Hang, Cheng Yu Tung, Y. C. Liang, Ho Yin e Pedro José Lobo, que enriqueceram bastante com isso e com a autorização do Governo de Macau. Após a Segunda Guerra Mundial, o comércio de ouro era uma das actividades económicas mais importantes de Macau, porque Macau não estava na altura abrangido nos Acordos de Bretton Woods, que fixaram as taxas de câmbio e restringiram o comércio internacional de ouro. Estes acordos também proibiram a importação de ouro para uso individual e estipularam que cada onça troy de ouro custava legalmente 35 dólares americanos. Devido à ilegalização e restrição das importações de ouro em Hong Kong, abrangida pelos acordos, Macau tornou-se assim num dos centros internacionais de comércio não oficial (ou contrabando) de ouro.
Com a morte de Pedro José Lobo, em 1965, Ho Yin tornou-se assim no empresário mais importante de Macau. Com o tempo, ele também foi ganhando cada vez mais prestígio em Macau, principalmente dentro da comunidade chinesa, conseguindo, em 1950, ser o presidente da Associação Comercial Chinesa de Macau, cargo que ele exerceu até à sua morte, em 1983. Foi também presidente de mais de 200 companhias e organizações comunitárias. Muitas organizações comunitárias que ele fundou ou possuía produziam prejuízos para ele, mas ele insistiu em continuá-los porque eles tinham a finalidade de servir a comunidade local. Os seus negócios abrangem inclusivamente a área de transportes públicos, possuindo a companhia de autocarros "Transmac" (Companhia dos Transportes Urbanos de Macau). Ele era famoso pela sua capacidade e talento de resolver conflitos políticos e também conflitos, algumas vezes armados, entre as várias tríades chinesas de Macau que eram rivais entre si.
A 27 de Junho de 1952 foi feito Oficial da Ordem Militar de Cristo, a 3 de Agosto de 1971 foi feito Comendador da Ordem de Benemerência e a 9 de Junho de 1990 foi agraciado a título póstumo com a Grã-Cruz da Ordem do Infante D. Henrique.
Embora Ho Yin seja geralmente popular e respeitado pelas várias forças políticas divergentes da comunidade chinesa de Macau (a direita pró-capitalista e a esquerda pró-comunista), foi alvo de um ataque de granada em Maio de 1966, mas escapou ileso. Aqueles que o atacaram nunca foram apanhados e julgados, mas muitos especulam que eles eram membros do Kuomintang que estavam insatisfeitos pela relação íntima que Ho possuía com o Partido Comunista Chinês. 

### A sua carreira política
Ele começou a sua carreira política nos inícios da década de 50, depois do estabelecimento da República Popular da China (RPC), e tornou-se numa das figuras políticas mais importantes e influentes de Macau. Como o Estado Novo anticomunista e autoritário de Salazar reconhecia somente a Formosa governada pelo General nacionalista Chiang Kai-shek, e não a RPC, como a única "China" oficialmente existente, Portugal não tinha relações diplomáticas com a RPC. Por isso, Ho Yin tornou-se num importante intermediário diplomático entre Portugal e a RPC. Ele mantinha um contacto intenso com o Governo Central Chinês e fazia inúmeras visitas a Pequim. Na capital da RPC, conversava e trocava opiniões muitas vezes acerca de assuntos sobre Macau com Mao Tse-tung, Zhou Enlai e com muitos oficiais importantes do Partido Comunista Chinês. Foi inclusivamente membro do Congresso Nacional Popular.
Ele participou e contribuiu muito para a resolução de vários desentendimentos entre Portugal e a RPC, nomeadamente o conflito militar sino-português em 1952 junto das Portas do Cerco e o Motim 1-2-3, organizado por residentes chineses  pró-comunistas de Macau em 1966. Este motim quase levou ao colapso da administração portuguesa em Macau. A sua participação e empenho na resolução da crise originada pelo Motim foi fulcral porque, naquela altura, ele era um dos únicos que conseguia contactar directamente e simultaneamente com o Governo Português de Macau (visto que o Ho Yin era o representante chinês no Conselho Legislativo), com os oficiais chineses de Cantão e de Pequim e com a população chinesa enfurecida da Cidade. Por isso, internacionalmente, ele passou a ser considerado como o "capitalista vermelho" de Macau. Ele conseguia acalmar, convencer e agradar simultaneamente os autoritários comunistas de Pequim e os autoritários anticomunistas de Lisboa. Esta tarefa difícil que Ho Yin realizava era fundamental para a sobrevivência da administração portuguesa e de Macau, durante a Guerra Fria, a Revolução Cultural e, posteriormente, do rápido e repentino processo de descolonização de Portugal levado a cabo em 1975, após a Revolução de 25 de Abril de 1974. Macau, após constantes negociações entre Portugal e a República Popular da China, foi a única colónia portuguesa que não experimentou este abrupto processo de descolonização, sendo reunificado à República Popular da China no dia 20 de Dezembro de 1999, após 24 anos do processo.
Ho Yin foi deputado à Assembleia Legislativa de Macau nomeado pelo Governador na primeira (1976-1980) e segunda (1980-1984) legislaturas.

### Morte e homenagem
Ho Yin morreu de cancro no dia 6 de Dezembro de 1983, com 75 anos de idade, na Cidade de Macau.
Macau deu grandes homenagens a este homem de grande importância e contributo para a Cidade, possuindo pelo menos uma avenida e um parque que se chamam "Comendador Ho Yin". O nome deste falecido líder foi até atribuído a um asteróide ("5045 Hoyin (1978 UL2)").